# Šigeharu Ueki
Šigeharu Ueki (13. září 1954 - 11. dubna 2024) byl japonský fotbalista.

## Klubová kariéra
Hrával za Fujita Industries.

## Reprezentační kariéra
Šigeharu Ueki odehrál za japonský národní tým v roce 1979 celkem 1 reprezentační utkání.

## Statistiky
| Japonsko | Japonsko | Japonsko |
| Roky     | Záp.     | Góly     |
| -------- | -------- | -------- |
| 1979     | 1        | 0        |
| Celkem   | 1        | 0        |